# Przyłęk (gmina)
Przyłęk (do 1954 gmina Grabów nad Wisłą) – gmina wiejska w województwie mazowieckim, w powiecie zwoleńskim, z siedzibą w Przyłęku. W latach 1975–1998 gmina położona była w województwie radomskim.
Według danych z 30 czerwca 2004 gminę zamieszkiwało 6545 osób. Natomiast według danych z 31 grudnia 2019 roku gminę zamieszkiwały 6154 osoby.

## Struktura powierzchni
Według danych z roku 2002 gmina Przyłęk ma obszar 130,89 km², w tym:
- użytki rolne: 79%
- użytki leśne: 11%

Gmina stanowi 22,91% powierzchni powiatu.

## Demografia

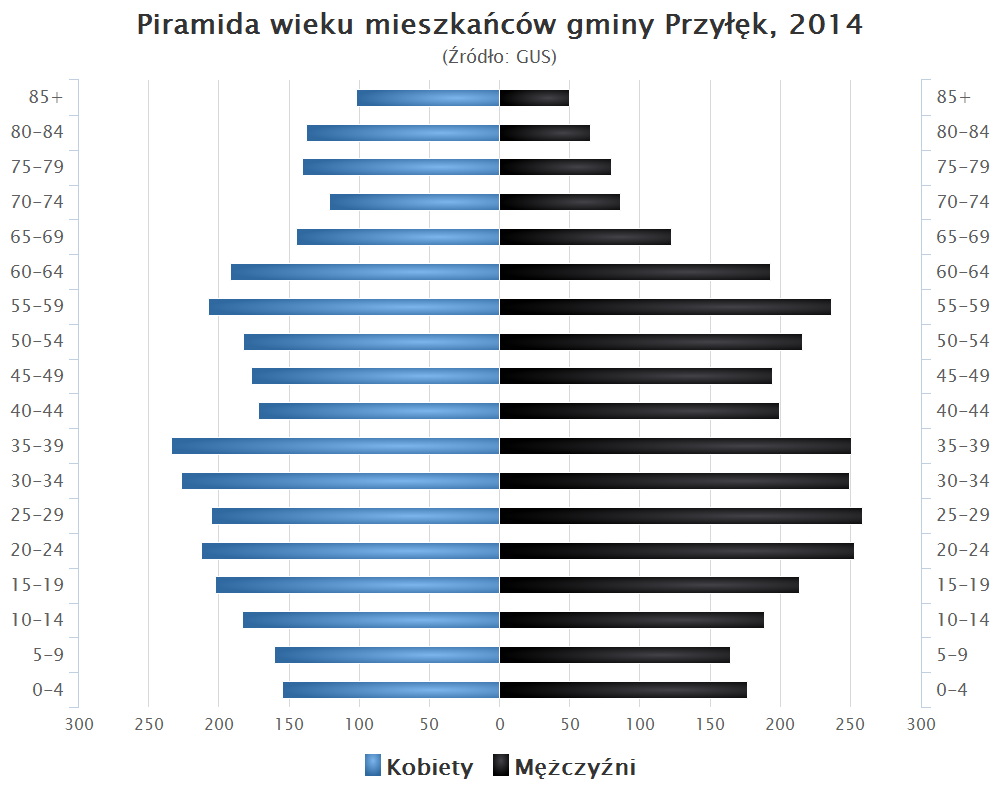
Piramida wieku mieszkańców gminy Przyłęk w 2014 roku

Dane z 30 czerwca 2004:
| Opis                              | Ogółem | Ogółem | Kobiety | Kobiety | Mężczyźni | Mężczyźni |
| --------------------------------- | ------ | ------ | ------- | ------- | --------- | --------- |
| jednostka                         | osób   | %      | osób    | %       | osób      | %         |
| populacja                         | 6545   | 100    | 3220    | 49,2    | 3325      | 50,8      |
| gęstość zaludnienia (mieszk./km²) | 50     | 50     | 24,6    | 24,6    | 25,4      | 25,4      |

## Sołectwa
Andrzejów, Babin, Baryczka, Grabów nad Wisłą, Helenów, Ignaców, Kulczyn, Krzywda, Lipiny, Lucimia, Łagów, Łaguszów, Ławeczko Nowe, Ławeczko Stare, Mierziączka, Mszadla Dolna, Mszadla Nowa, Mszadla Stara, Okrężnica, Pająków, Przyłęk, Rudki, Stefanów, Szlachecki Las, Wysocin, Wólka Łagowska, Wólka Zamojska, Załazy, Zamość Nowy, Zamość Stary.
Miejscowości bez statusu sołectwa: Kulczyn (osada) i Ruda.

## Sąsiednie gminy
Chotcza, Janowiec, Policzna, Puławy, Wilków, Zwoleń